# Cercino
Cercino är en ort och kommun i provinsen Sondrio i regionen Lombardiet i Italien. Kommunen hade 784 invånare (2018).